# US Open 1895
Het US Open 1895 was de eerste editie van het US Open. Het werd op 4 oktober gespeeld op de Newport Golf Club in Newport, Rhode Island en bestond uit vier rondes van 9 holes die op één dag gespeeld werden.
Er deden slechts tien professionals en een amateur mee. Na 18 holes deelden Willie Campbell, Willie Dunn en James Foulis de leiding met een score van 89. Winnaar was de Engelsman Horace Rawlins, de assistent-professional op de Newport Golf Club. Hij kreeg hiervoor $ 150 en een gouden medaille. Pas in 1898 werd het toernooi uitgebreid tot 71 holes.
Het US Open werd een dag na de eerste editie van het US Amateur Kampioenschap gespeeld.

## Uitslag
| #  | Speler            | Score       |
| -- | ----------------- | ----------- |
| 1  | Horace Rawlins    | 91-82=173   |
| 2  | Willie Dunn       | 89-86=175   |
| T3 | James Foulis      | 89-87=176   |
| T3 | Andrew Smith (Am) | 90-86=176   |
| 5  | William Davis     | 94-84=178   |
| 6  | Willie Campbell   | 89-90=179   |
| T7 | John Harland      | 93-90=183   |
| T7 | John Patrick      | 94-89=183   |
| 9  | Samuel Tucker     | 97-88=185   |
| 10 | John Reid         | 100-106=206 |

T = tie = gedeelde plaats 

Am = amateur
1895 ·
1896 ·
1897 ·
1898 ·
1899 ·
1900 ·
1901 ·
1902 ·
1903 ·
1904 ·
1905 ·
1906 ·
1907 ·
1908 ·
1909 ·
1910 ·
1911 ·
1912 ·
1913 ·
1914 ·
1915 ·
1916 ·
1917 · 
1918 · 
1919 ·
1920 ·
1921 ·
1922 ·
1923 ·
1924 ·
1925 ·
1926 ·
1927 ·
1928 ·
1929 ·
1930 ·
1931 ·
1932 ·
1933 ·
1934 ·
1935 ·
1936 ·
1937 ·
1938 ·
1939 ·
1940 ·
1941 ·
1942 ·
1943 · 
1944 ·
1945 ·
1946 ·
1947 ·
1948 ·
1949 ·
1950 ·
1951 ·
1952 ·
1953 ·
1954 ·
1955 ·
1956 ·
1957 ·
1958 ·
1959 ·
1960 ·
1961 ·
1962 ·
1963 ·
1964 ·
1965 ·
1966 ·
1967 ·
1968 ·
1969 ·
1970 ·
1971 ·
1972 ·
1973 ·
1974 ·
1975 ·
1976 ·
1977 ·
1978 ·
1979 ·
1980 ·
1981 ·
1982 ·
1983 ·
1984 ·
1985 ·
1986 ·
1987 ·
1988 ·
1989 ·
1990 ·
1991 ·
1992 ·
1993 ·
1994 ·
1995 ·
1996 ·
1997 ·
1998 ·
1999 ·
2000 ·
2001 ·
2002 ·
2003 ·
2004 ·
2005 ·
2006 ·
2007 ·
2008 ·
2009 ·
2010 ·
2011 ·
2012 ·
2013 ·
2014 ·
2015 ·
2016 ·
2017 ·
2018 ·
2019 ·
2020 ·
2021